# Aram Ramazian
Aram Ramazian –en armenio, Արամ Ռամազյան– (Ereván, URSS, 6 de diciembre de 1978) es un deportista armenio que compitió en boxeo.
Ganó una medalla de bronce en el Campeonato Mundial de Boxeo Aficionado de 1997 y una medalla de bronce en el Campeonato Europeo de Boxeo Aficionado de 2000, ambas en el peso gallo.
En diciembre de 2003 disputó su primera pelea como profesional. En su carrera profesional tuvo en total 22 combates, con un registro de 14 victorias, 6 derrotas y 2 empates.

## Palmarés internacional
| Campeonato Mundial | Campeonato Mundial  | Campeonato Mundial | Campeonato Mundial |
| Año                | Lugar               | Medalla            | Categoría          |
| ------------------ | ------------------- | ------------------ | ------------------ |
| 1997               | Budapest (Hungría)  | Medalla de bronce  | 54 kg              |
| Campeonato Europeo |                     |                    |                    |
| Año                | Lugar               | Medalla            | Categoría          |
| 2000               | Tampere (Finlandia) | Medalla de bronce  | 54 kg              |